# Dinamarca en los Juegos Paralímpicos de Río de Janeiro 2016
Dinamarca estuvo representada en los Juegos Paralímpicos de Río de Janeiro 2016 por un total de 21 deportistas, 13 hombres y ocho mujeres.

## Medallistas
El equipo paralímpico danés obtuvo las siguientes medallas:
| Nombre           | Deporte       | Evento                                        |
| ---------------- | ------------- | --------------------------------------------- |
| Oro              |               |                                               |
| Peter Rosenmeier | Tenis de mesa | Individual 6 masculino                        |
| Plata            |               |                                               |
| Daniel Jørgensen | Atletismo     | 100 m T42 masculino                           |
| Susanne Sunesen  | Hípica        | Doma individual grado III mixto               |
| Bronce           |               |                                               |
| Daniel Jørgensen | Atletismo     | Salto de longitud T42 masculino               |
| Stinna Kaastrup  | Hípica        | Doma individual grado «Ib» mixto              |
| Stinna Kaastrup  | Hípica        | Doma individual estilo libre grado «Ib» mixto |
| Jonas Larsen     | Natación      | 150 m estilos SM4 masculino                   |